# Kościół św. Izydora w Rzymie
Kościół św. Izydora w Rzymie (wł. Chiesa di Sant’Isidoro a Capo le Case) – rzymskokatolicki kościół wraz z klasztorem i kolegium franciszkanów, w rionie Ludovisi, na wzgórzu Pincio w Rzymie. Od 2017 roku narodowy kościół Irlandczyków.

## Konwent
Klasztor został ufundowany przez szlachcica Ottaviana Vestriego z Barbiano. Jego budowę rozpoczęto w związku z kanonizacją Izydora Oracza dokonaną przez papieża Grzegorza XV w 1622 roku. Z okazji uroczystości przybyło do Rzymu kilku hiszpańskich franciszkanów dyskalceatów, z intencją założenia swojego klasztoru i budowy kościoła dedykowanego nowemu świętemu.
Klasztor posiada dwa krużganki, mniejszy, nazywany hiszpańskim (wł. il chiostro spagnolo), zaprojektowany przez Felice Antonia Casoniego w 1626 roku, oraz większy, nazywany krużgankiem Luke’a Waddinga, z malowidłami ściennymi z lat 1701–1702. W dużej auli zachowały się freski z 1672, których autorem jest franciszkanin Emanuele da Como.

## Irlandzkie Kolegium św. Izydora
W 1624 roku kościół i klasztor przeszły w ręce franciszkanów irlandzkich, którzy zmuszeni zostali do opuszczenia Irlandii w wyniku prześladowań ze strony władz angielskich. W ten sposób zapoczątkowane zostało Irlandzkie Kolegium św. Izydora. Pierwszym rektorem był irlandzki franciszkanin i teolog Luke Wadding, który rozbudował klasztor i wyposażył bibliotekę. W 1625 kolegium zostało zaaprobowane w oficjalnej bulli przez papieża Urbana VIII. Kościół klasztorny zyskał dodatkowego patrona w osobie św. Partyka z Irlandii.
Klasztor został skasowany w czasach napoleońskich. W latach 1810–1820 rezydowali w nim nazareńczycy. Pamiątką po ich działalności jest nazwa ulicy, przy której znajduje się konwent – Via degli Artisti (pol. ulica Artsytów). Kolegium irlandzkie w latach swojej działalności przygotowywało misjonarzy, pracujących później, m.in. w Ameryce i Australii. 
W 2008 roku decyzją generała José Rodrígueza Carballo, do Kolegium św. Izydora przeniesione zostało franciszkańskie Kolegium św. Antoniego z Grottaferraty wraz ze swoją biblioteką i archiwum.
Trzech wychowanków kolegium dostąpiło chwały ołtarzy: św. Humilis z Bisignano, bł. Bonawentura z Barcelony, bł. Karol Meehan. Absolwentem kolegium był historyk irlandzki Patrick Fleming. W krypcie kościoła pochowani zostali Luke Wadding i abp Aodh Mac Aingil.

## Kościół
Budowę Kościoła rozpoczęto w 1622 roku. Autorem projektu był Domenico Castelli. Prace ukończono w 1672 roku. Autorem projektu fasady był Francesco Carlo Bizzaccheri. W dekoracji widoczne są wpływy Borrominiego.
Kościół jest jednonawowy ze sklepieniem kolebkowym, nad centralną częścią transeptu spłaszczona kopuła. W ołtarzu głównym Św. Izydor Oracz z Matką Bożą autorstwa Andrea Sacchiego z 1622 roku, na suficie Św. Izydor w glorii z 1729 autorstwa Charlesa A. van Loo. Pierwsza kaplica po prawej stronie ze scenami z życia św. Józefa namalowanymi przez Carla Marattę w latach 1650–1652, druga po prawej stronie ze scenami z życia św. Anny autorstwa Pietra Paola Naldiniego z ok. 1657 roku. W kaplicy Da Sylva z 1663 roku, według projektu Gian Lorenza Berniniego, znajdują się epitafia i dekoracje przypisywane Berniniemu. Zdobi ją również obraz Niepokalane Poczęcie (wł. Immacolata Concezione) i freski Carla Maratty. W drugiej kaplicy po lewej stronie Św. Antoni z 1680 roku (mal. Giovanni Domenico Cerrini).

## Galeria

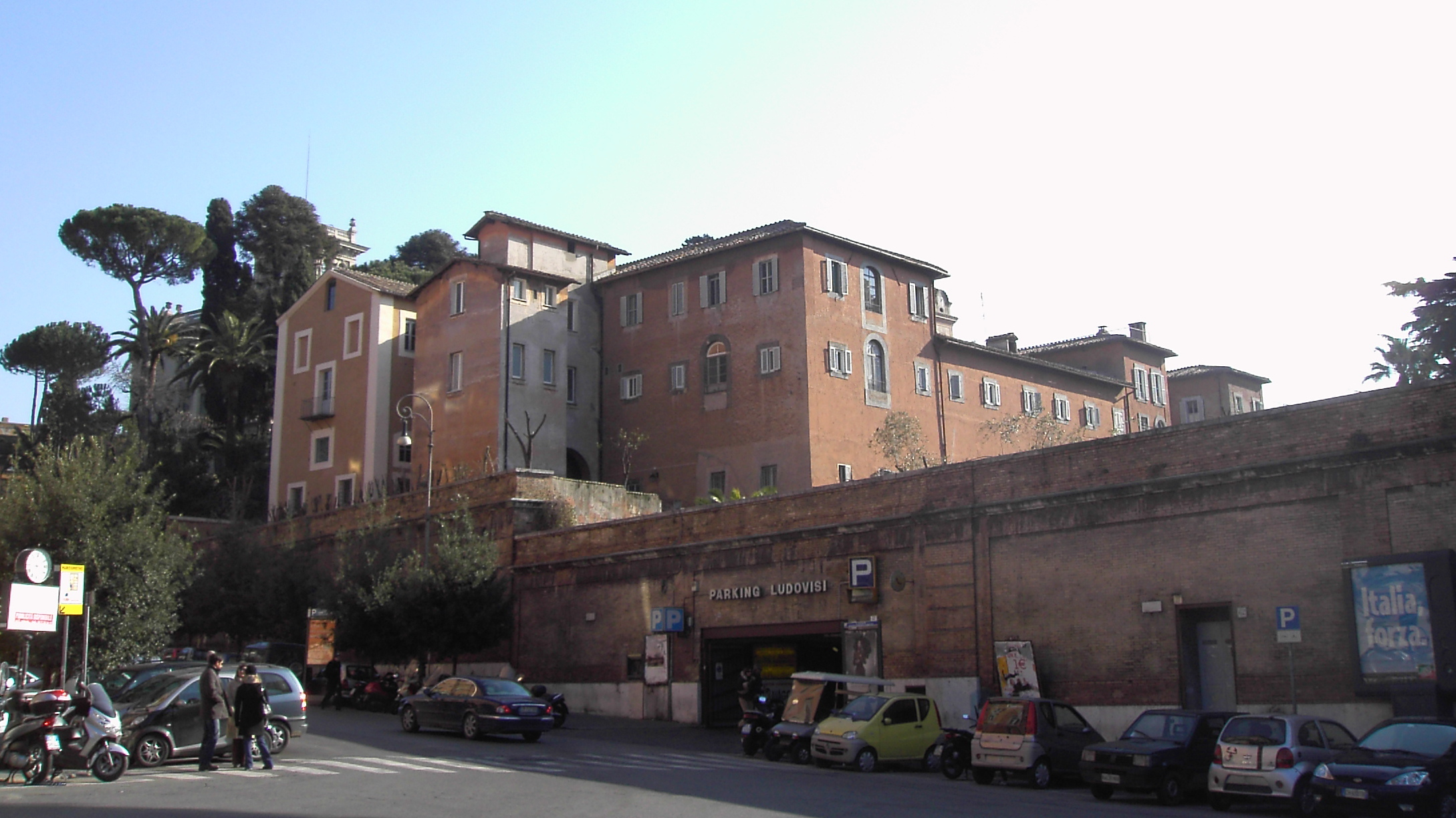
Konwent franciszkanów
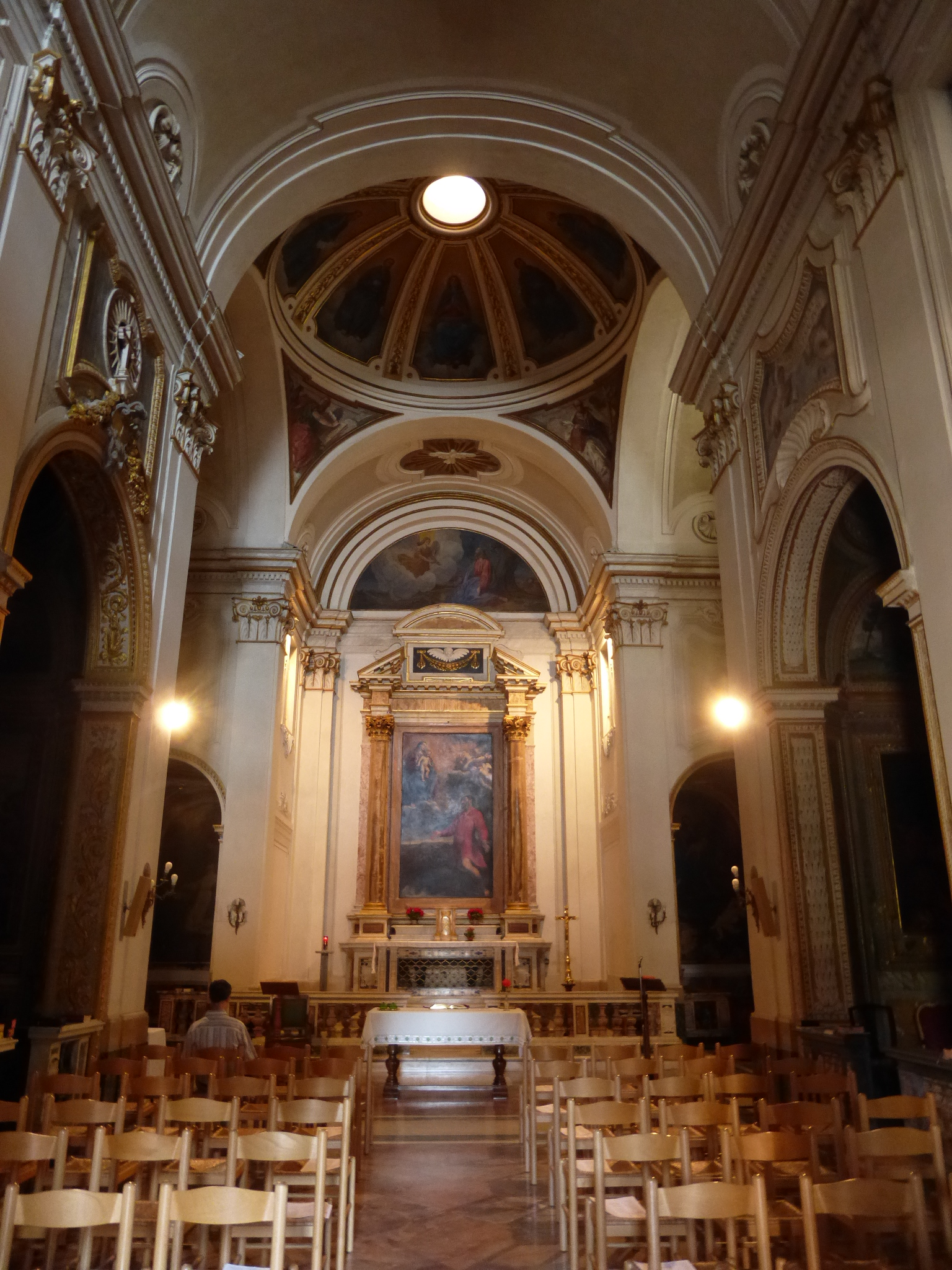
Wnętrze
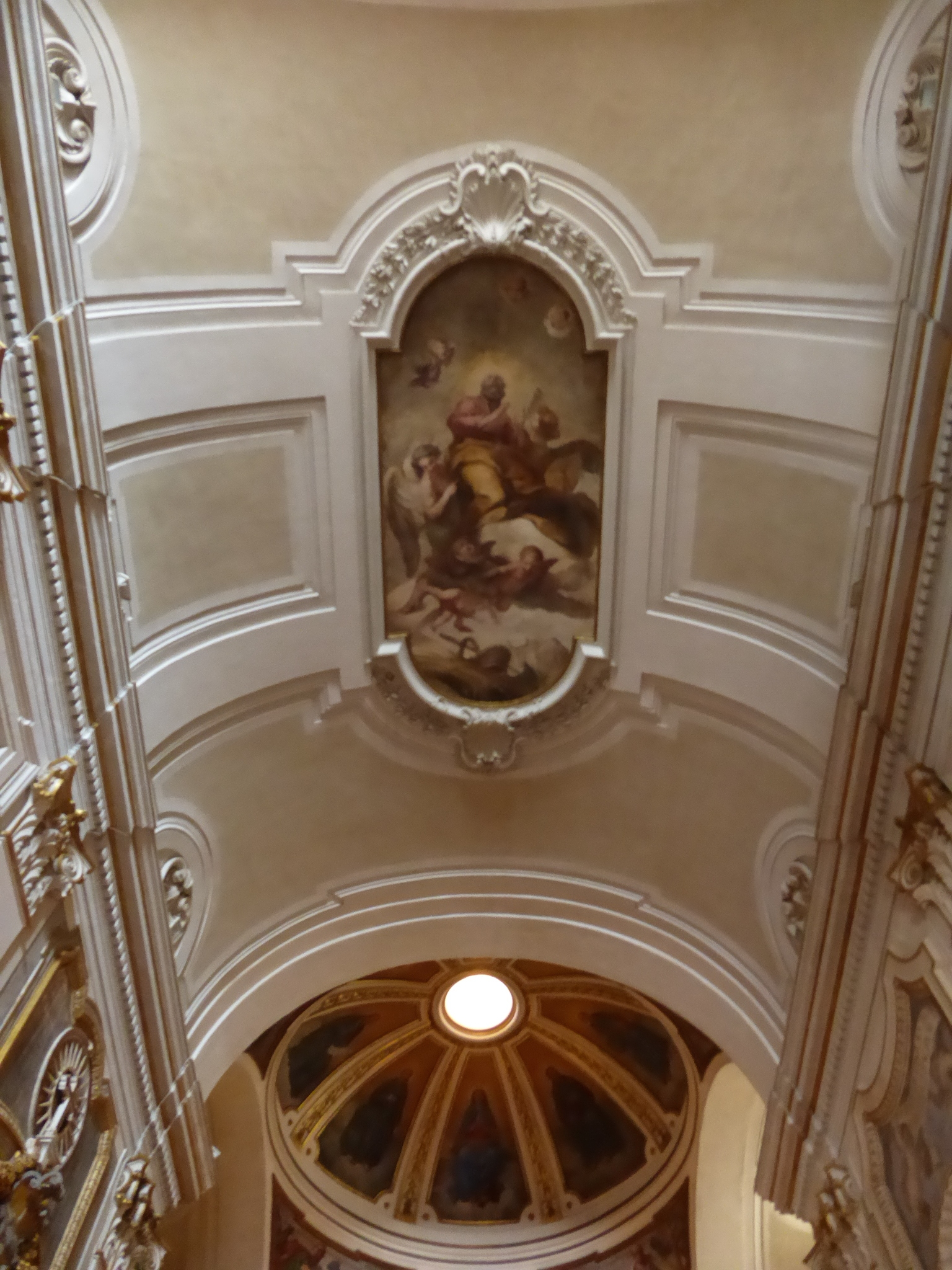
Fresk Św. Izydor w glorii
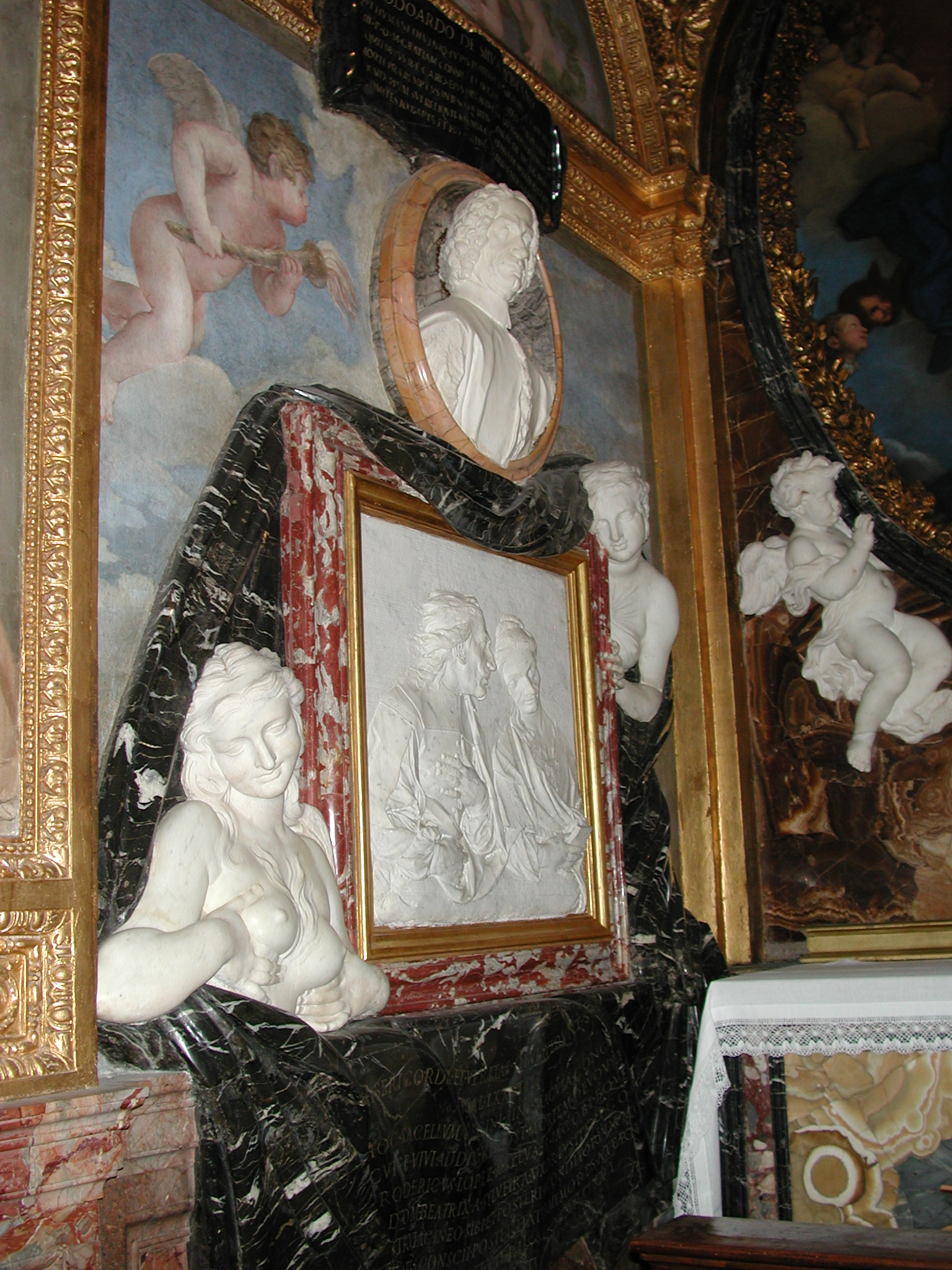
Kaplica De Sylva